# Instytut Cervantesa w Warszawie
Instytut Cervantesa w Warszawie (Instituto Cervantes de Varsovia) –  utworzona w 1994 placówka organizacji promocji kultury hiszpańskiej w Warszawie, polska filia Instytutu Cervantesa. Organizacyjnie jest częścią Ambasady Hiszpanii w Polsce.

## Siedziba
Instytut początkowo mieścił się w budynku Ambasady Hiszpanii przy ul. Myśliwieckiej 4 (1994–2008). Od 2008 roku znajduje się przy ul. Nowogrodzkiej 22.